# Balonga
Balonga is een geslacht uit de familie Annonaceae. Het geslacht telt een soort die voorkomt in westelijk centraal tropisch Afrika.

## Soorten
- Balonga buchholzii (Engl. & Diels) Le Thomas